# Saison 2014-2015 du Racing Club de Lens
Maillots
Chronologie
Saison précédente Saison suivante
La saison 2014-2015 du Racing Club de Lens, club de football français, est la 58e saison du club au sein de la Ligue 1. Le club sang et or retrouve, à l'occasion de cette saison, l'élite du football français après trois saisons passées en Ligue 2.
N'ayant obtenu aucune qualification européenne la saison précédente, le Racing Club de Lens ne dispute cette saison que les trois compétitions nationales, à savoir la Ligue 1, la coupe de France et la coupe de la Ligue.

## Avant-saison

### Incertitudes financières
Le 16 mai 2014, l'équipe lensoise assure lors de la dernière journée du championnat sa montée en Ligue 1. Le propriétaire du club, Hafiz Mammadov, annonce ses ambitions en début de saison en annonçant un budget prévisionnel de 48 millions d'euros (soit le 9e du championnat), dont 28 millions apportés par ses soins. 
Le 6 juin 2014, Hafiz Mammadov et Gervais Martel présentent à la Direction nationale du contrôle de gestion (DNCG) un budget de 42 à 45 M€ avec une masse salariale doublée à hauteur de 13 M€. Le 18 juin 2014, la DNCG annonce que, faute de garanties financières suffisantes, le club est condamné à retourner en Ligue 2, et demande au propriétaire de verser, avant le 25 juin, dix des 28 millions d'euros prévus dans le budget prévisionnel. La décision est confirmée lors d'un deuxième passage, le 27 juin 2014. En cause, le virement de 10 millions d'euros promis par le propriétaire azéri qui n'est pas arrivé : le président Martel déclare d'abord que le virement n'a pas pu être réalisé à temps du fait d'un jour férié en Azerbaïdjan (le 26 juin). Le 4 juillet 2014, Martel annonce que « tout est réglé » ; le lendemain, Mammadov publie un communiqué où il annonce des changements au sein de la direction du club. Le 9 juillet 2014, Martel déclare que le virement a bien été réalisé, mais n'a pas été reçu du fait d'une erreur de code bancaire IBAN. Une semaine plus tard, la commission d'appel de la DNCG confirme le verdict initial,. Il reste alors au club deux recours, devant le Comité national olympique et sportif français (CNOSF), puis le Tribunal arbitral du sport (TAS). Le 20 juillet 2014, le président Martel annonce finalement sur Stade 2 que les « 10 millions n'arriveront jamais », car Mammadov se dit vexé et refuse de les verser. Le club défend donc un budget de 38 millions devant le CNOSF, à qui le dossier du club est transmis le lendemain.
Cette situation pèse sur la situation sportive du club : l'entraîneur Antoine Kombouaré refuse de diriger la préparation d'avant-saison tant que le club n'est pas officiellement promu en Ligue 1, de sorte que c'est son adjoint Yves Bertucci qui s'en charge. Le club ne peut en attendant réaliser aucun transfert et voit notamment deux de ses meilleurs joueurs (Alphonse Areola et Marcel Tisserand), venus en prêt la saison passée, être prêtés dans d'autres clubs de l'élite. Il apparaît finalement que Hafiz Mammadov, qui a par ailleurs annoncé en juin le rachat du club anglais de Sheffield Wednesday pour près de 50 millions d'euros, connaît d'importantes difficultés dans son pays. La presse azérie annonce un temps son arrestation par les autorités, ce qu'il contredit personnellement dans un communiqué. 
Le 25 juillet 2014, le conciliateur du CNOSF donne un avis favorable à l’accession de Lens en Ligue 1 à la suite de l'engagement de Mammadov à verser dès maintenant quatre des dix millions d’euros promis. Le 5 août 2014, la DNCG valide la promotion du club dans l'élite, mais l'interdit de recrutement tant que le virement promis n'est pas reçu. Le lendemain, le FC Sochaux-Montbéliard, 18e de Ligue 1 et, à ce titre, relégué en L2, demande sa réintégration dans l'élite à la place du RC Lens. Le 9 août 2014, sans recrue, le RC Lens commence sa saison à Nantes. Trois jours plus tard, le président de la DNCG Richard Olivier déclare publiquement qu’il pense que Lens ne pourra pas finir la saison étant donné l'état de ses finances. Le 24 août 2014, alors que le virement des quatre millions est toujours espéré, c'est sans recrue que Lens emporte ses premiers points à Lyon. Début septembre, la presse fait état de l'incapacité définitive d'Hafiz Mammadov de verser les sommes promises,. Un virement d'environ 1,5 million d'euros est cependant reçu par le club fin septembre, alors que la masse salariale est contenue à six millions d'euros seulement, en dessous de son niveau de la saison passée.
Le 2 novembre 2014, le président Gervais Martel se rend en Azerbaïdjan. À son retour en France, trois jours plus tard, il indique avoir activé la garantie de première demande que comportait l'accord avec Hafiz Mammadov sur le règlement des 4 millions d'euros, ce qui signifie que les 2,5 millions d'euros restants doivent être versés au club par le garant d'Hafiz Mammadov, à savoir la Bank of Azerbaijan. Il précise qu'en raison du délai légal, l'argent ne doit arriver qu'aux alentours du 18 ou du 20 novembre 2014. Le 20 novembre 2014, le RC Lens publie un communiqué sur son site officiel dans lequel Gervais Martel assure que « la garantie bancaire à première demande a été exercée au terme du délai de 15 jours faisant suite à la non-réception du reliquat de 2,5 M€ promis fin octobre 2014 » et qu'il donnera « les gages financiers nécessaires à l’évolution sportive du club » lors de l'audience de mi-saison du RC Lens devant la DNCG, prévue le 27 novembre 2014. Le 26 novembre 2014, à la suite de la visite à Paris du ministre des sports azéri, Azad Rahimov, qui confirme les difficultés financières d'Hafiz Mammadov et émet l'idée d'une éventuelle banqueroute de l'actionnaire majoritaire du RCL, le club reporte à une date ultérieure son passage devant la DNCG, en accord avec cette dernière. Malgré la garantie de première demande, le club ne dispose toujours pas des fonds requis par la DNCG, car celle-ci a été entre-temps annulée sur demande de Mammadov, qui espère toujours tenir ses engagements, alors que Gervais Martel est à la recherche de nouveaux investisseurs, notamment l'État azerbaïdjanais,. Vers le 12 décembre, le club reçoit 2,5 millions d'euros d'Azerbaïdjan. Les médias indiquent que cet argent est arrivé via une société offshore appartenant à Anar Mammadov, le fils de Ziya Mammadov (en), un homme politique important, sans la validation de l'actionnaire du club,. Cet argent permet l'homologation de deux contrats signés en juin avec les jeunes Samuel Atrous et Benjamin Boulenger, mais pas celui de Landry N'Guemo.
Alors que s'engage l'année 2015, le flou demeure sur la situation financière du club, toujours interdit de recrutement. Gervais Martel assure le 17 janvier que le club ne risque pas le dépôt de bilan avant la fin de la saison, quand bien même Hafiz Mammadov ne pourrait pas verser les 14 millions d'euros promis pour le début d'année. Le 29 janvier 2015, le tribunal administratif de Besançon, saisi par le FC Sochaux, invalide la décision de la Fédération française de football d'avoir fait monter le RC Lens en Ligue 1 en passant outre l'avis de la DNCG, sans cependant prononcer de décision sur la saison en cours. La FFF fait appel. Même si un apport d'argent supplémentaire n'est pas jugé nécessaire publiquement par le président, le jeune Dimitri Cavaré est cédé au Stade rennais le 2 février pour un montant estimé à 3,5 millions d'euros.

### Incertitude liée au stade
Par ailleurs, le club doit faire avec l'indisponibilité annoncée du stade Bollaert-Delelis, en rénovation, et l'incertitude quant à son stade de remplacement. L'hypothèse initiale la plus avancée est de louer le Stade de France pour les matchs de prestige, et d'utiliser le stade du Hainaut de Valenciennes (25 000 places) ou le stade Pierre-Mauroy de Lille (50 000 places) pour les autres matchs, ce que les présidents des clubs résidents refusent. Finalement, le club lensois se rabat sur le stade de la Licorne, une enceinte de 12 000 places située à Amiens (à 120 km de Lens) et dont le club résident évolue en National. Après quelques jours d'atermoiements, un accord est signé le 8 août 2014 entre le club, Amiens Métropole et l'Amiens SC.

## Compétition

### Championnat

#### Journée 1 à 5
Le 9 août 2014 à 21 heures, le RCL commence officiellement sa saison face au FC Nantes au stade de la Beaujoire. Étant donné l'interdiction de recrutement, le club artésien se présente avec un effectif fragilisé par les départs de l'intersaison et dont plusieurs joueurs connaissent leur premier match en Ligue 1. L'entraîneur sang et or, Antoine Kombouaré, se montre néanmoins optimiste concernant les deux premiers matchs de la saison, espérant pouvoir profiter de la dynamique de la bonne saison précédente. Dans un match relativement fermé et pauvre en occasions franches, le RC Lens encaisse un but à la 65e minute à la suite d'une erreur de marquage, dont profite Yacine Bammou, qui inscrit son premier but pour sa première apparition en professionnel, et concède la défaite par un but à zéro.
Le 16 août 2014, le Racing dispute son premier match officiel à domicile dans le stade de la Licorne, à Amiens, face à l'En Avant de Guingamp, adversaire direct dans la lutte pour le maintien. Lors de cette deuxième journée, les Lensois se montrent entreprenants, mais, comme face au FC Nantes, ne parviennent pas à marquer. En toute fin de match, dans la troisième minute du temps additionnel, ils concèdent même un but par Ladislas Douniama, synonyme de deuxième défaite d'affilée par un but à zéro. Alors qu'il espérait un meilleur début de saison, Antoine Kombouaré estime que son équipe a manqué de chance et de réalisme. Après deux journées et deux défaites, le RC Lens se retrouve 18e et en position de relégable en compagnie de l'AS Monaco et de l'Évian TG FC.
Lors de la troisième journée, le 24 août 2014, le Racing rencontre au Stade de Gerland un Olympique lyonnais tout juste battu en Ligue Europa par l'AFC Astra Giurgiu et comptant de nombreux joueurs blessés, entre autres des joueurs importants comme Clément Grenier, Henri Bedimo, Yoann Gourcuff, Gueïda Fofana ou Milan Biševac. À la 11e minute de jeu, Yoann Touzghar se défait de la défense lyonnaise sur une passe dans la profondeur d'Adamo Coulibaly, se présente face au gardien, puis glisse le ballon à droite vers Lalaina Nomenjanahary, qui tire dans le but vide et marque le premier but lensois de la saison. En deuxième mi-temps, le Lensois Wylan Cyprien et le Lyonnais Steed Malbranque tirent sur les poteaux, mais aucun but n'est inscrit et le RCL remporte sa première victoire de la saison par un but à zéro. Avec ces trois premiers points, le RC Lens sort de la zone de relégation et pointe à la quinzième place, à égalité avec son adversaire les Lyonnais, treizième.
Le RC Lens reçoit ensuite le 30 août 2014 le Stade de Reims au stade de la Licorne pour le compte de la 4e journée. Les Lensois l'emportent finalement quatre buts à deux et remontent à la onzième place du classement. Après leurs deux dernières victoires, les jeunes joueurs lensois reçoivent des critiques élogieuses de la presse, notamment de la part du chroniqueur sportif Pierre Ménès.
Après deux semaines de trêve pour les matchs internationaux, les Lensois se rendent en Corse pour affronter le SC Bastia, le 13 septembre 2014 lors de la 5e journée. Bastiais et Lensois se quittent sur un match nul un but partout, ce qui permet au RCL de grimper à la neuvième place du classement à égalité avec le FC Nantes, le FC Lorient et l'OGC Nice.

#### Journées 6 à 10
Le 21 septembre 2014, le Racing Club de Lens accueille au stade de la Licorne l'AS Saint-Étienne dans le cadre de la 6e journée. Les Verts s'imposent un but à zéro face aux Lensois. Au classement, le Racing rétrograde à la treizième place.
Le RC Lens doit ensuite affronter en quatre jours deux adversaires pour le maintien. Le 24 septembre 2014, il affronte l'Évian Thonon Gaillard FC au Parc des Sports d'Annecy. Les Lensois s'inclinent deux buts à un et voient la zone de relégation se rapprocher, puisqu'ils se placent en quinzième position avec 7 points, soit autant que le premier relégable, le Stade de Reims.
Puis, le 28 septembre 2014, c'est le Stade Malherbe de Caen qui se présente au stade de la Licorne. Les deux promus finissent la rencontre sur le score de zéro à zéro et ne se départagent pas au classement, les Artésiens figurant à la quatorzième place avec 8 points, tout comme les Bas-Normands, treizièmes.
Lors de la 9e journée, le RC Lens se déplace au stade de la route de Lorient pour affronter le Stade rennais. Défaits par deux buts à zéro, les Lensois entrent pour la deuxième fois de la saison dans la zone rouge à la dix-huitième place avec 8 points, à égalité avec le premier non-relégable, le SM Caen, mais avec une différence de buts défavorable (-3 contre -1).
Le 17 octobre 2014, le Racing reçoit le PSG au stade de France pour le compte de la 10e journée. Les Lensois s'inclinent sur le score de trois buts à un et se retrouvent, pour la première fois cette saison, à la dernière place du classement avec deux points de retard sur l'Évian TG FC.

#### Journées 11 à 15
Le 24 octobre 2014, privés de trois cadres sur suspension et de deux autres sur blessure, dont le portier Rudy Riou, les Lensois, lanterne rouge avant leur déplacement à Toulouse, ne sont pas annoncés favoris. Antoine Kombouaré tente de réaliser un coup de poker en reléguant sur le banc trois joueurs cadres pour aligner une équipe extrêmement jeune et peu expérimentée au plus haut niveau, avec notamment trois joueurs jamais titularisés en Ligue 1 (le gardien Valentin Belon, le défenseur Abdoul Ba et l'attaquant Baptiste Guillaume). Alharbi El Jadeyaoui inscrit le premier but de la rencontre à la 11e minute, en reprenant du pied gauche un centre de Deme N'Diaye. À la 27e minute de jeu, Benjamin Bourigeaud part en contre et trouve sur sa droite Alharbi El Jadeyaoui dans la surface qui frappe au but. Son tir est contré par un défenseur toulousain et revient dans les pieds de Benjamin Bourigeaud, qui parvient à tromper le gardien toulousain, Zacharie Boucher. Malgré une très faible possession de balle, les jeunes joueurs lensois l'emportent finalement par deux buts à zéro, leur troisième victoire de la saison, la première depuis six matchs. Avec trois points supplémentaires au compteur, les « Sang et Or » sortent de la zone de relégation et se classent seizième.
Pour la douzième journée, les Lensois se rendent le 2 novembre 2014 au stade Vélodrome pour y affronter un Olympique de Marseille qui vient d'enchaîner deux défaites en une semaine (face à l'Olympique lyonnais en championnat et au Stade rennais en seizième de finale de la coupe de la Ligue). Néanmoins, les Marseillais sont en tête du championnat et affichent de très bonnes statistiques qui font redouter une large défaite à Antoine Kombouaré. Les Lensois encaissent un but très tôt dans le match par Nicolas Nkoulou à la 10e minute de jeu, mais ils ne confirment pas les craintes de leur entraîneur en parvenant à égaliser à la 31e minute avec le premier but en professionnel de Baptiste Guillaume. En supériorité numérique à la suite de l'exclusion d'Alaixys Romao à la 76e minute, les « Sang et Or » réalisent même un match salué par la critique sportive comme « héroïque », mais encaissent un second but par Florian Thauvin à la 60e minute et enregistrent ainsi une défaite par deux buts à un. Avec toujours 11 points, le RC Lens est en position de dix-septième et premier non-relégable, un point devant le FC Lorient, le SC Bastia et l'Évian Thonon Gaillard FC.
À la suite de la trêve internationale, le 22 novembre 2014, le championnat reprend avec un déplacement à Lorient pour la quatorzième journée. Le match revêt une grande importance pour les deux clubs qui occupent les deux dernières places du championnat. Lors d'un début de match rythmé par les Lorientais, le défenseur lensois Loïck Landre se rend coupable à la 15e minute d'une faute grave sur le Lorientais Valentin Lavigne, sorti sur blessure, qui lui vaut un carton rouge et sept matchs de suspension en commission de discipline. À onze contre dix, les Lorientais marquent peu après, à la 21e minute, par l'intermédiaire de Raphaël Guerreiro. Les « Sang et Or » gardent l'espoir de revenir grâce à leur gardien, Rudy Riou, mais finissent par s'incliner un but à zéro et prennent, pour la deuxième fois de la saison, la dernière place du classement de Ligue 1.

#### Journées 16 à 19
Extrait du classement de Ligue 1 à la moitié de la saison 2014-2015
| Rang                  | Équipe      | Pts | J  | G | N | P  | Bp | Bc | Diff |
| --------------------- | ----------- | --- | -- | - | - | -- | -- | -- | ---- |
| 14                    | Toulouse FC | 21  | 19 | 6 | 3 | 10 | 22 | 29 | -7   |
| 15                    | FC Lorient  | 20  | 19 | 6 | 2 | 11 | 21 | 26 | -5   |
| 16                    | RC Lens     | 19  | 19 | 5 | 4 | 10 | 20 | 24 | -4   |
| 17                    | FC Metz     | 19  | 19 | 5 | 4 | 10 | 17 | 27 | -10  |
| 18                    | Évian TG FC | 19  | 19 | 6 | 1 | 12 | 20 | 33 | -13  |
| 19                    | SC Bastia   | 18  | 19 | 4 | 6 | 9  | 16 | 23 | -7   |
| 20                    | SM Caen     | 15  | 19 | 3 | 6 | 10 | 22 | 32 | -10  |
| Relégation en Ligue 2 |             |     |    |   |   |    |    |    |      |

#### Classement
Le championnat débute le 9 août 2014 et se termine le 23 mai 2015.
Extrait du classement de Ligue 1 2014-2015
| Rang                  | Équipe      | Pts | J  | G  | N | P  | Bp | Bc | Diff |
| --------------------- | ----------- | --- | -- | -- | - | -- | -- | -- | ---- |
| 14                    | SM Caen     | 34  | 29 | 9  | 7 | 13 | 44 | 44 | 0    |
| 15                    | FC Lorient  | 34  | 29 | 10 | 4 | 15 | 33 | 38 | -5   |
| 16                    | OGC Nice    | 34  | 29 | 9  | 7 | 13 | 31 | 36 | -5   |
| 17                    | Évian TG FC | 32  | 29 | 10 | 2 | 17 | 31 | 46 | -15  |
| 18                    | Toulouse FC | 29  | 29 | 8  | 5 | 16 | 29 | 48 | -19  |
| 19                    | RC Lens     | 25  | 29 | 6  | 7 | 16 | 27 | 43 | -16  |
| 20                    | FC Metz     | 22  | 29 | 5  | 7 | 17 | 22 | 42 | -20  |
| Relégation en Ligue 2 |             |     |    |    |   |    |    |    |      |

Lens perd face à Lyon 2-3

### Coupe de la Ligue
Le Racing Club de Lens fait son entrée dans la compétition le 28 octobre 2014 en recevant l'US Créteil, club de Ligue 2, au stade de la Licorne. Les Lensois se font surprendre par leurs adversaires de l'échelon inférieur (0-2) et quittent la compétition dès leur premier match.

### Matchs officiels
Le tableau ci-dessous retrace dans l'ordre chronologique toutes les rencontres officielles jouées par le RC Lens durant la saison. Les buteurs sont accompagnés d'une indication entre parenthèses sur la minute de jeu où est marqué le but et, pour certaines réalisations, sur sa nature (penalty ou contre son camp).

## Joueurs et encadrement technique

### Transferts

#### Mercato d'été
| Départ/Arrivée       | Type de transfert    | Date                 | Prix        | Durée | Nom              | Provenance / Destination |
| -------------------- | -------------------- | -------------------- | ----------- | ----- | ---------------- | ------------------------ |
| Départs              | Retour de prêt       | 30 juin              | –           | –     | Alphonse Aréola  | Paris SG (D1)            |
| Départs              | Retour de prêt       | 30 juin              | –           | –     | Edgar Salli      | AS Monaco (D1)           |
| Départs              | Retour de prêt       | 30 juin              | –           | –     | Marcel Tisserand | AS Monaco (D1)           |
| Départs              | Fin de contrat       | 1 juillet            | –           | –     | Pierre Ducasse   | –                        |
| Départs              | Retraite             | 9 août               | –           | –     | Danijel Ljuboja  | –                        |
| Départs              | Transfert définitif  | 30 juillet           | 0 € (libre) | 2 ans | Rémy Bonne       | AC Arles-Avignon (D2)    |
| Départs              | Transfert définitif  | 2 septembre          | 0 € (libre) | 3 ans | Alassane Touré   | Astra Giurgiu (D1)       |
| Départs              | Transfert définitif  | 1 octobre            | 0 € (libre) | 2 ans | Alaeddine Yahia  | SM Caen (D1)             |
| Total (8 mouvements) | Total (8 mouvements) | Total (8 mouvements) | 0 €         |       |                  |                          |

#### Mercato d'hiver
| Départ/Arrivée       | Type de transfert    | Date                 | Prix | Durée  | Nom            | Provenance / Destination |
| -------------------- | -------------------- | -------------------- | ---- | ------ | -------------- | ------------------------ |
| Arrivées             | Prêt                 | 3 février            |      | 6 mois | Dimitri Cavaré | Stade rennais (D1)       |
| Départs              | Transfert définitif  | 2 février            | 3 M€ | 3 ans  | Dimitri Cavaré | Stade rennais (D1)       |
| Total (2 mouvements) | Total (2 mouvements) | Total (2 mouvements) | 3 M€ |        |                |                          |

| Date       | Durée | Nom            |
| ---------- | ----- | -------------- |
| 1 juillet  | 2 ans | Abdoul Ba      |
| 1 juillet  | 3 ans | Valentin Belon |
| 9 décembre | 3 ans | Taylor Moore   |

## Aspects juridiques et économiques

### Sponsors et équipementier
Le nouvel équipementier est Umbro. Le sponsor maillot est « Azerbaïdjan land of fire », comme la saison passée, selon la volonté du propriétaire du club Hafiz Mammadov.